# Seznam beloruskih generalov
Seznam beloruskih generalov.

## B
- Stanisław Bułak-Bałachowicz (Poljak)

## Č
- Aleksandr Čumakov

## E
- Konstantin Ezavitau

## K
- Tadeusz Kościuszko

## U
- Vladimir Ushopčik